# 阿波里那山

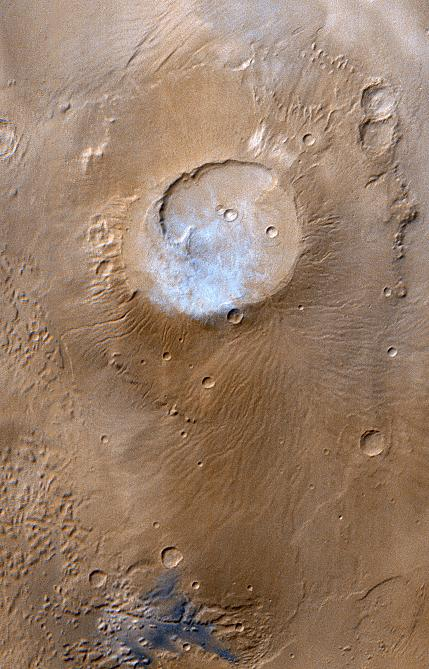
火星全球勘測者所拍攝阿波里那山的托邊火山結構，可以看見白色的雲盤旋在火山上空。

阿波里那山（Apollinaris Mons）是火星上一座盾狀火山，位於火星南半球，接近赤道處，在埃律西昂平原的埃律西昂山東南方、古瑟夫撞擊坑北方。其火山口稱為阿波里那山托邊火山結構，而在過去這是用於整座火山的名稱。
阿波里那山的高度大約是5公里，基部直徑大約296公里。這座火山頂部有著邊緣不規則的小火山口，很可能是爆炸，或是火山屑的噴發造成的。這座火山大約已有30億年或35億年的歷史。
它是依據在義大利羅馬附近的一座有山泉的山，於1973年命名的。
和山體相比，此山的破火山口相當大，有85公里寬。山坡上有很多自火山口延伸的溝壑，因此推測山坡是由易受侵蝕的火山灰火堆積而成，受古時水流侵蝕，而不規則的山形則因不同成分的熔岩或噴發時滲入水冰所致。。